# Almáchar (kommunhuvudort)
Almáchar är en kommunhuvudort i Spanien.   Den ligger i provinsen Provincia de Málaga och regionen Andalusien, i den södra delen av landet, 400 km söder om huvudstaden Madrid. Almáchar ligger 222 meter över havet och antalet invånare är 1 909.
Terrängen runt Almáchar är kuperad, och sluttar österut. Runt Almáchar är det tätbefolkat, med 356 invånare per kvadratkilometer. Närmaste större samhälle är Vélez-Málaga, 10,5 km öster om Almáchar. Trakten runt Almáchar består till största delen av jordbruksmark.